# Budachi-Cordon, Cetatea Albă
Budachi-Cordon, numit și Dacia, (în ucraineană Курортне, transliterat: Kurortne) este un sat în comuna Serghiești din raionul Cetatea Albă, regiunea Odesa, Ucraina.

## Demografie
Componența lingvistică a localității Budachi-Cordon
     Ucraineană (86,79%)
     Rusă (10,96%)
     Alte limbi (1,31%)
Conform recensământului din 2001, majoritatea populației localității Budachi-Cordon era vorbitoare de ucraineană (86,79%), existând în minoritate și vorbitori de rusă (10,96%).